# ESC (motoryzacja)

Kontrolka aktywności ESP

Elektroniczny układ stabilizacji toru jazdy, elektroniczna kontrola stabilizacji, ESC (ang. electronic stability control), ESP (ang. electronic stability program) lub DSC (ang. dynamic stability control) – układ elektroniczny stabilizujący tor jazdy samochodu podczas pokonywania zakrętu, przejmujący kontrolę nad połączonymi układami ABS i ASR. System ten uaktywnia się samoczynnie, przyhamowując jedno lub kilka kół, gdy odpowiedni czujnik wykryje tendencję do wyślizgnięcia się samochodu z zakrętu.
ESP nie jest stosowany w sporcie z uwagi na znaczne ograniczenie prędkości wyjścia z zakrętu oraz uniemożliwienie wykonywania takich manewrów jak np. jazda w nadsterownym poślizgu kontrolowanym, hamowanie poprzez poślizg boczny czy obrót wokół własnej osi.

## Działanie
System ESP to rozbudowany elektroniczny system, w którego skład wchodzą systemy takie jak kontrola trakcji, kontrola poślizgu itp.
System ten działa na bardzo prostej zasadzie – zablokowane koło można poruszyć w każdą stronę (czyli także na boki), używając podobnej siły. W efekcie, na zakręcie koło jest wynoszone tam, gdzie działa siła odśrodkowa, czyli na zewnątrz zakrętu. Wykorzystując tę zasadę, gdy przód pojazdu traci przyczepność (zachodzi podsterowność), to blokowane są koła tylne, by te pozwoliły na obrót pojazdu wokół własnej osi celem skierowania przodu we właściwą stronę. Analogicznie, gdy mamy do czynienia z nadsterownością, kiedy to pojazd zbyt szybko obraca się wokół własnej osi (szybciej, niż pokonuje zakręt), blokowane są koła przednie, by spowolnić ten ruch poprzez wytworzenie niwelującej go podsterowności. Wszystkie te korekty zachodzą wielokrotnie w ciągu sekundy i tworzą w rzeczywistości kontrolowany uślizg wszystkich czterech kół. Poślizg kół jest obliczany na podstawie prędkości obrotowych kół, czujnika przyspieszenia poprzecznego, czujnika przyspieszenia kątowego, czujnika skrętu kierownicy oraz ciśnienia w układzie hamulcowym. Na podstawie analizy danych z tych czujników system określa, czy wystąpiła nadsterowność czy podsterowność i reaguje wyhamowaniem odpowiednich kół.
Stabilizacja toru jazdy w pewnym stopniu zwiększa dopuszczalną prędkość początkową podczas wejścia w zakręt, dzięki optymalnemu wykorzystaniu przyczepności wszystkich kół. Dodatkowo do korygowania toru jazdy używane są hamulce, spowalniające pojazd w trakcie pokonywania zakrętu. Zmniejsza to prawdopodobieństwo wypadnięcia z zakrętu.
Stabilizacja toru jazdy okazuje się być bardzo pomocna w tzw. teście łosia polegającym na ominięciu nagle pojawiającej się przeszkody i błyskawicznym powrocie na własny pas. W samochodach pozbawionych kontroli trakcji slalom składający się z 3 nagłych skrętów zazwyczaj powoduje nagłą nadsterowność, która to może spowodować ponowne wyrzucenie pojazdu na przeciwny pas. Rzadziej zdarza się tutaj zaobserwować podsterowność, która jest mniej groźna i powoduje tylko wydłużenie promieni skrętów. ESP umożliwia wykonanie trzech w miarę ciasnych skrętów i szybką stabilizację pojazdu po powrocie na własny pas.
Systemem wspomagającym ESP jest system DSR (dynamic steering response). System ten wykorzystuje informacje z systemu ESP i w razie potrzeby potrafi wykonać lekki manewr kierownicą (za pomocą silnika wspomagania kierownicy) kontrujący moment obrotowy samochodu. W sytuacji hamowania na nawierzchni o różnej przyczepności (np. prawe koła na lodzie, a lewe na śniegu) wystąpi tendencja do obrócenia pojazdu. ESP w takiej sytuacji odpowiednio skoryguje siły hamowania kół, co może wydłużyć drogę hamowania. W takiej sytuacji dzięki skontrowaniu toru jazdy kierownicą można uzyskać krótszą drogę hamowania niż przy użyciu samego systemu ESP.

## Różne nazwy systemu
W kręgach fachowych przyjął się „neutralny” skrót ESC (Electronic Stability Control). ESC to ogólny termin uznawany przez Europejskie Stowarzyszenie Producentów Pojazdów (ACEA), Północnoamerykańskie Stowarzyszenie Inżynierów Motoryzacyjnych (SAE), Japońskie Stowarzyszenie Producentów Samochodów i inne autorytety na całym świecie. Jednak producenci pojazdów mogą używać wielu różnych nazw handlowych dla ESC:
- Acura: Vehicle Stability Assist (VSA)
- Alfa Romeo: Vehicle Dynamic Control (VDC)
- Audi: Electronic Stability Program (ESP)
- Bentley: Electronic Stability Program (ESP)
- BMW: Dynamic Stability Control (DSC) (w tym Dynamic Traction Control)
- Bugatti: Electronic Stability Program (ESP)
- Buick: StabiliTrak
- Cadillac: StabiliTrak & Active Front Steering (AFS)
- Chery Automobile: Electronic Stability Program
- Chevrolet: StabiliTrak; Active Handling (tylko Corvette)
- Chrysler: Electronic Stability Program (ESP)
- Citroën: Electronic Stability Program (ESP)
- Dodge: Electronic Stability Program (ESP)
- Daimler: Electronic Stability Program (ESP)
- Fiat: Electronic Stability Program (ESP), także Vehicle Dynamic Control (VDC)
- Ferrari: Controllo Stabilità (CST)
- Ford: AdvanceTrac with Roll Stability Control (RSC); Interactive Vehicle Dynamics (IVD); Electronic Stability Program (ESP); Dynamic Stability Control (DSC) (tylko Australia)
- General Motors: StabiliTrak
- Honda: Vehicle Stability Assist (VSA)
- Holden: Electronic Stability Program (ESP)
- Hyundai: Electronic Stability Program (ESP), Electronic Stability Control (ESC); Vehicle Stability Assist (VSA)
- Infiniti: Vehicle Dynamic Control (VDC)
- Jaguar: Dynamic Stability Control (DSC)
- Jeep: Electronic Stability Program (ESP)
- Kia: Electronic Stability Control (ESC); Electronic Stability Program (ESP)
- Lamborghini: Electronic Stability Program (ESP)
- Land Rover: Dynamic Stability Control (DSC)
- Lexus: Vehicle Dynamics Integrated Management (VDIM) z Vehicle Stability Control (VSC)
- Lincoln: AdvanceTrac
- Maserati: Maserati Stability Program (MSP)
- Mazda: Dynamic Stability Control (DSC) (wraz z Dynamic Traction Control)
- Mercedes-Benz (współtwórca): Electronic Stability Program (ESP)
- Mercury: AdvanceTrac
- MINI: Dynamic Stability Control
- Mitsubishi: Active Skid oraz Traction Control MULTIMODE and Active Stability Control (ASC)
- Nissan: Vehicle Dynamic Control (VDC)
- Oldsmobile: Precision Control System (PCS)
- Opel: Electronic Stability Control (ESC), Electronic Stability Program (ESP)
- Peugeot: Electronic Stability Program (ESP)
- Pontiac: StabiliTrak
- Porsche: Porsche Stability Management (PSM)
- Proton: Electronic Stability Program (ESP)
- Renault: Electronic Stability Program (ESP)
- Rover Group: Dynamic Stability Control (DSC)
- Saab: Electronic Stability Program (ESP)
- Saturn: StabiliTrak
- Scania: Electronic Stability Program (ESP)
- SEAT: Electronic Stability Program (ESP)
- Škoda: Electronic Stability Program (ESP)
- Smart: Electronic Stability Program (ESP)
- Subaru: Vehicle Dynamics Control (VDC)
- Suzuki: Electronic Stability Program (ESP)
- Toyota: Vehicle Stability Control (VSC) lub Vehicle Dynamics Integrated Management (VDIM)
- Vauxhall: Electronic Stability Program (ESP)
- Volvo: Dynamic Stability and Traction Control (DSTC)
- Volkswagen: Electronic Stability Program (ESP)

## ProducenciESP
- Robert Bosch GmbH
- Aisin Advics
- Bendix Corporation
- Continental Automotive Systems
- BeijingWest Industries
- Hitachi
- NSK
- ITT Automotive, od 1998 część Continental AG
- Johnson Electric
- Mando Corporation
- Nissin Kogyo
- Teves, obecnie część Continental AG
- TRW
- WABCO
- Hyundai Mobis
- Knorr-Bremse